# Адміральська вулиця (Миколаїв)
Адміра́льська ву́лиця — вулиця в історичній частині міста Миколаєва. Одна з найстаріших вулиць міста, утворена фактично з початком розбудови міста в кінці XVII століття.

## Розташування
Вулиця Адміральська — поздовжня вулиця в городовій частині старої частини Миколаєва. Нині вона обмежена із заходу вулицею Артилерійською, а зі сходу вулицею Набережною.

## Історія
Вулиця Адміральська — головна вулиця в перше сторіччя існування Миколаєва. Назва запропонована поліцмейстером Павлом Федоровим у 1822 році, але не затверджена генерал-губернатором Миколаєва адміралом Олексієм Грейгом.
Повторно запропонована поліцмейстером Григорієм Автономовим. Затверджена адміралом Михайлом Лазарєвим у 1835 році. Назва дана по будинку головного командира Чорноморського флоту, збудованому у 1793 році, від якого починалася ця вулиця. Оскільки флотом командував адмірал, то його будинок у просторіччі називали «адміральським», звідки й пішла назва вулиці.
На цій вулиці мешкала міська знать — офіцери морського відомства, чиновники, купці. Тут будували красиві кам'яні дво- і триповерхові будинки, адміністративні будівлі, торгові приміщення.
Замощення вулиці Адміральської почалося в 1820-ті роки. Тривалий час вона не мала освітлення, а лише в 1823 році, починаючи від будинку головного командира Чорноморського флоту і до штурманського училища, що знаходилося за будівлею 2-ї жіночої гімназії, були встановлені гасові ліхтарі.
Після Жовтневого перевороту, в 1920-ті роки, вулицю перейменовано на вулицю Карла Маркса. До 175-річного ювілею міста вулиці повернули її історичну назву — Адміральська.

### Російсько-українська війна
21 березня 2022 року авіаударом з літаків Су-34 збройних сил Російської Федерації знищено готель «Інгул», що розташовувався в районі перетину Адміральської вулиці з вулицею Інженерною.
Вранці 29 березня 2022 року атаковано будівлю Миколаївської ОДА. Удар крилатої ракети, ймовірно типу 3М-14 РК «Калібр», припав на четвертий поверх будівлі, зруйнувавши всі дев'ять поверхів в центральній її частині.
Вибуховою хвилею пошкоджено житлові та адміністративні будинки поблизу, зокрема Миколаївський палац творчості учнів та державний архів Миколаївської області. Внаслідок атаки загинуло 36 людей, більше 37 осіб було поранено.
Неодноразово було пошкоджено будівлю гімназії № 2, зокрема у квітні 2022 року внаслідок атак касетними боєприпасами, 14 вересня внаслідок удару з російської установки С-300, після ракетного удару по будівлі Миколаївського адміралтейства 27 квітня 2023 року, а а також 20 липня 2023 року через атаку житлових будинків кількома кварталами далі по вулиці.
В ніч на 22 вересня російські війська випустили по місту дев'ять ракет С-300. Пошкоджено житлові будинки, газопровід, водогін, подвір'я кінотеатру, адміністративні будівлі та будівлю Миколаївського академічного художнього драматичного театру.
Під час ракетного обстрілу міста 1 жовтня 2022 року російські війська влучили в житлову будівлю в безпосередній близькості до Євангелістсько-лютеранської кірхи Христа Спасителя. У мешканців будинку зафіксовані легкі травми, у навколишніх будівлях повибивало скло, також побило автівки, які стояли у дворі.
1 листопада 2022 року російськими ракетами С-300 частково зруйновані Перша українська гімназія імені Миколи Аркаса та Миколаївський політехнічний фаховий коледж. Будівля гімназії була пам'яткою архітектури місцевого значення, внесеною до державного реєстру.
27 квітня 2023 року ракетою типу «Калібр» атаковано будівлю Миколаївського адміралтейства. Після удару здійнялася пожежа, був пошкоджений дах і частина лівого фасаду адміралтейства, а також житлові будинки. За даними ДСНС, постраждали 23 людини, одна загинула.

В ніч проти 20 липня 2023 року Адміральська вулиця була повторно атакована. Внаслідок ракетного обстрілу збройних сил Російської Федерації пошкоджено житлові будівлі, постраждала пам'ятка архітектури місцевого значення — будинок Менкіні. Ударом ракети Х-22 в критичній близькості до будівлі було вибито усі шибки й двері, сильно пошкоджено дах, фасад й саму конструкцію будівлі. В результаті обстрілу загинуло дві особи, а пошкоджену частину житлового будинку згодом було демонтовано.

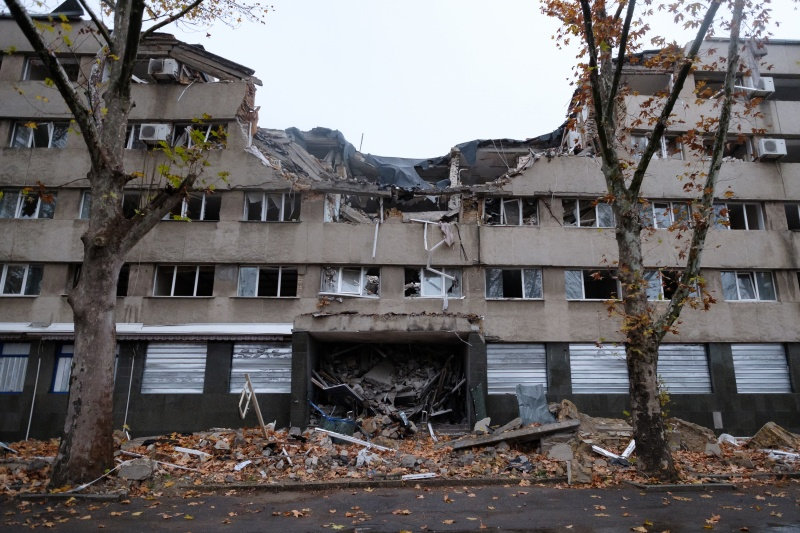
Готель «Інгул» після авіаудару в березні 2022 року
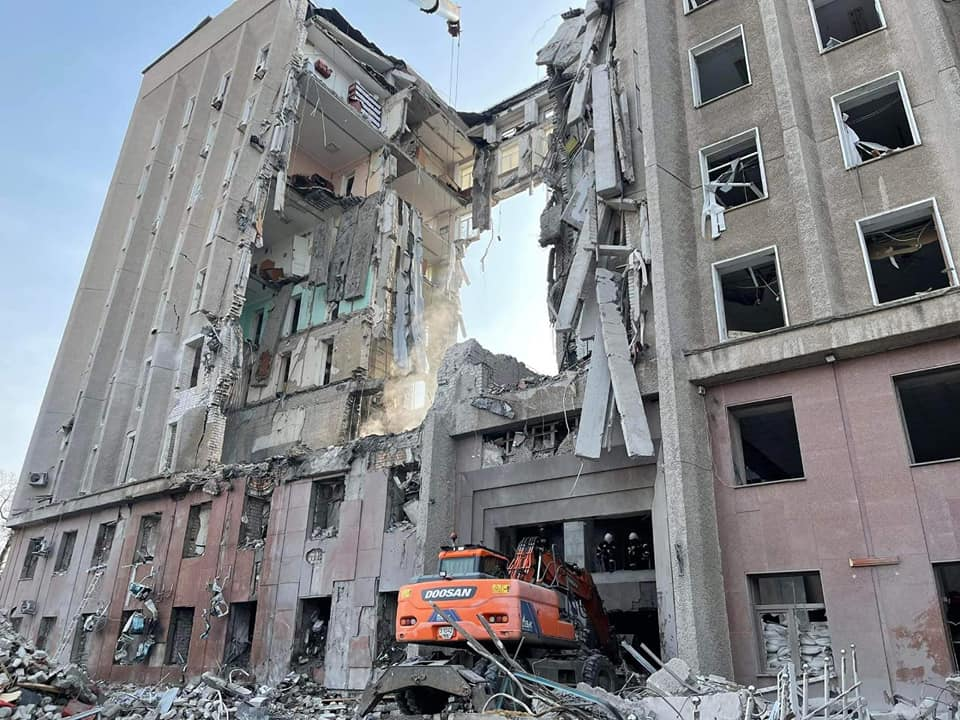
Ракетний удар по Миколаївській обласній адміністрації 29 березня 2022 року
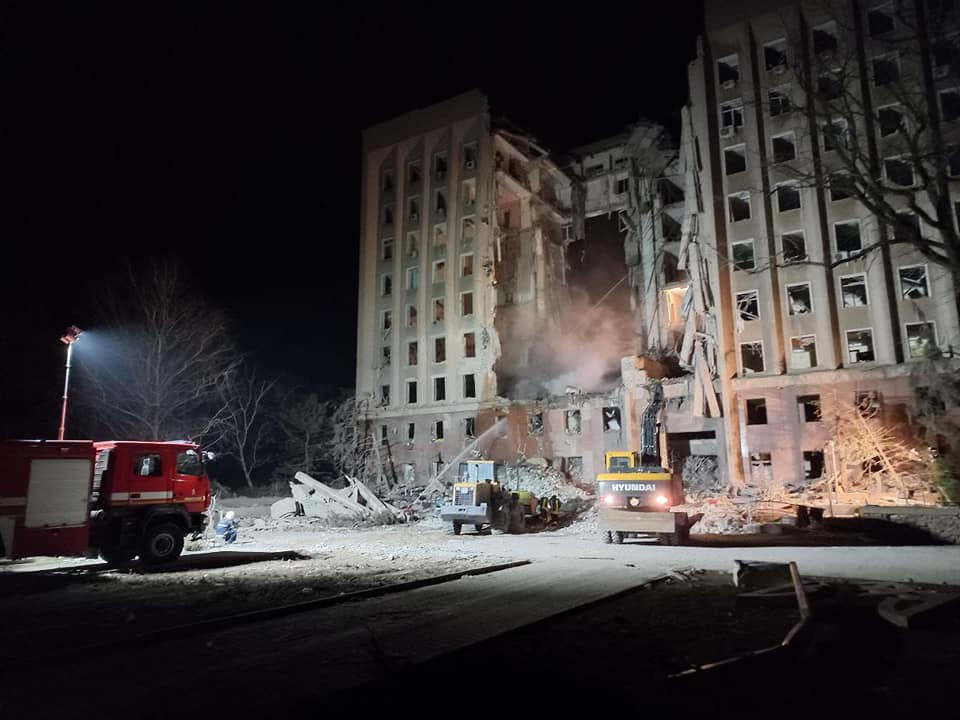
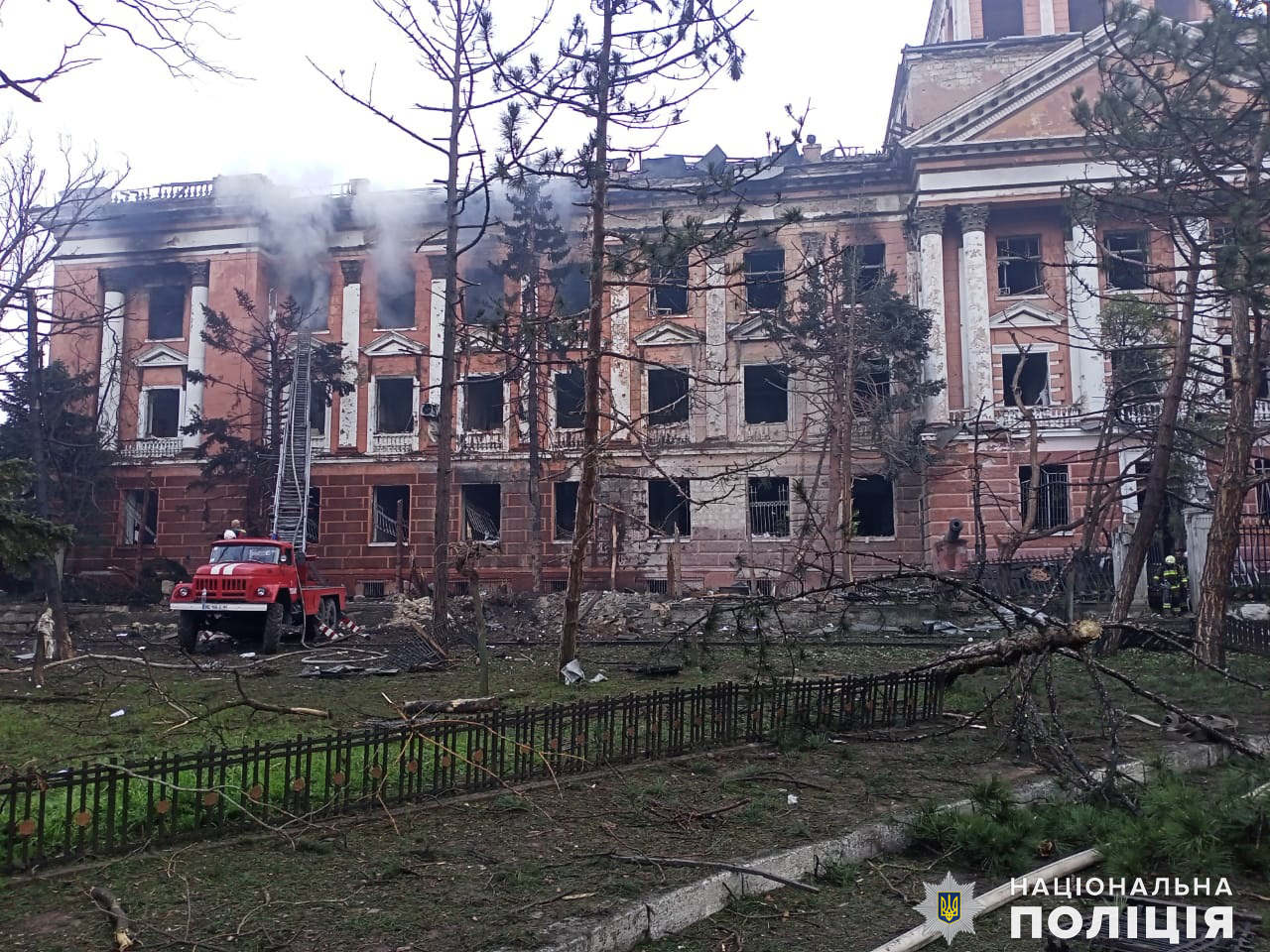
Ракетний удар по будівлі Миколаївського адміралтейства 27 квітня 2023 року
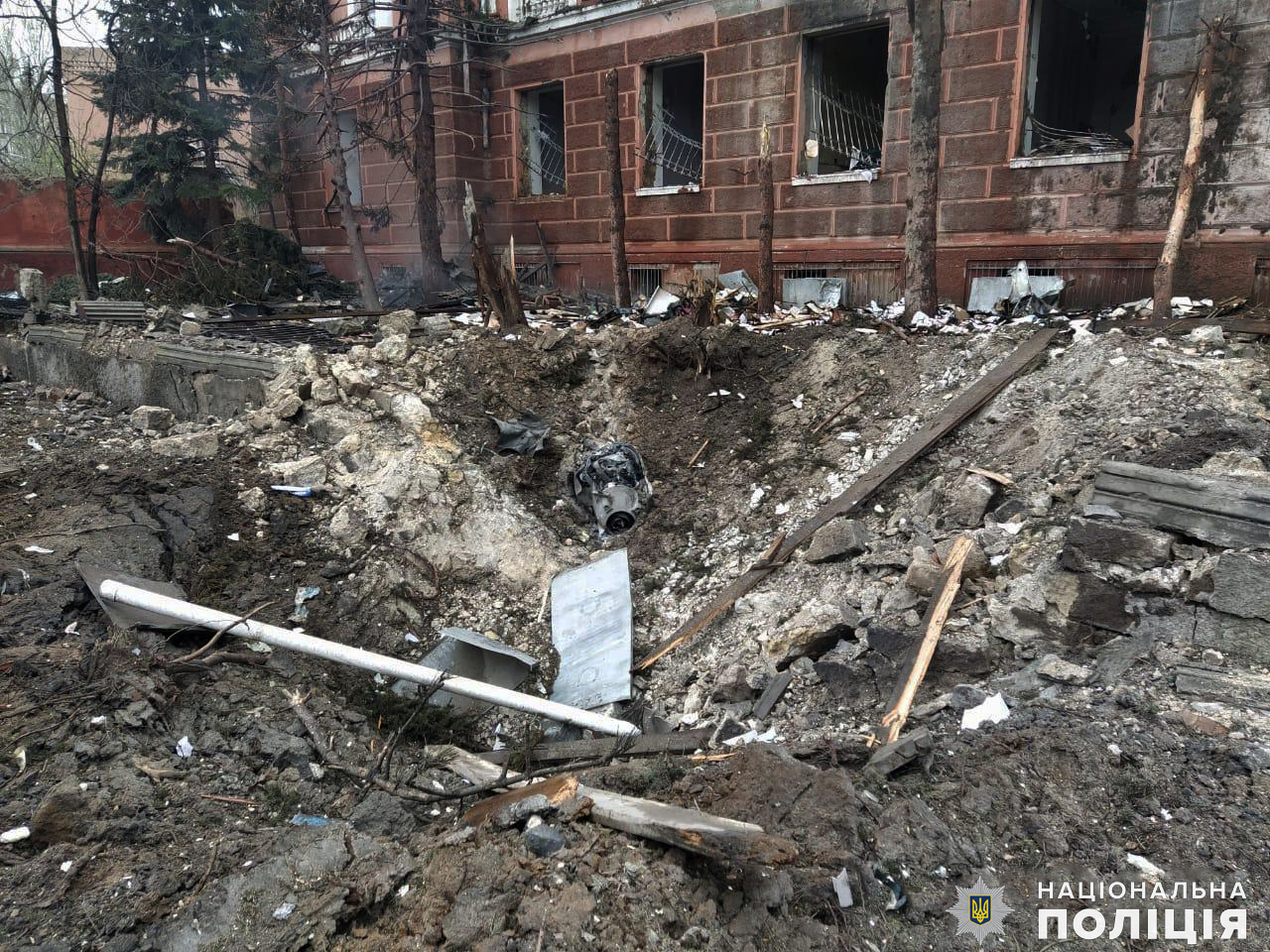
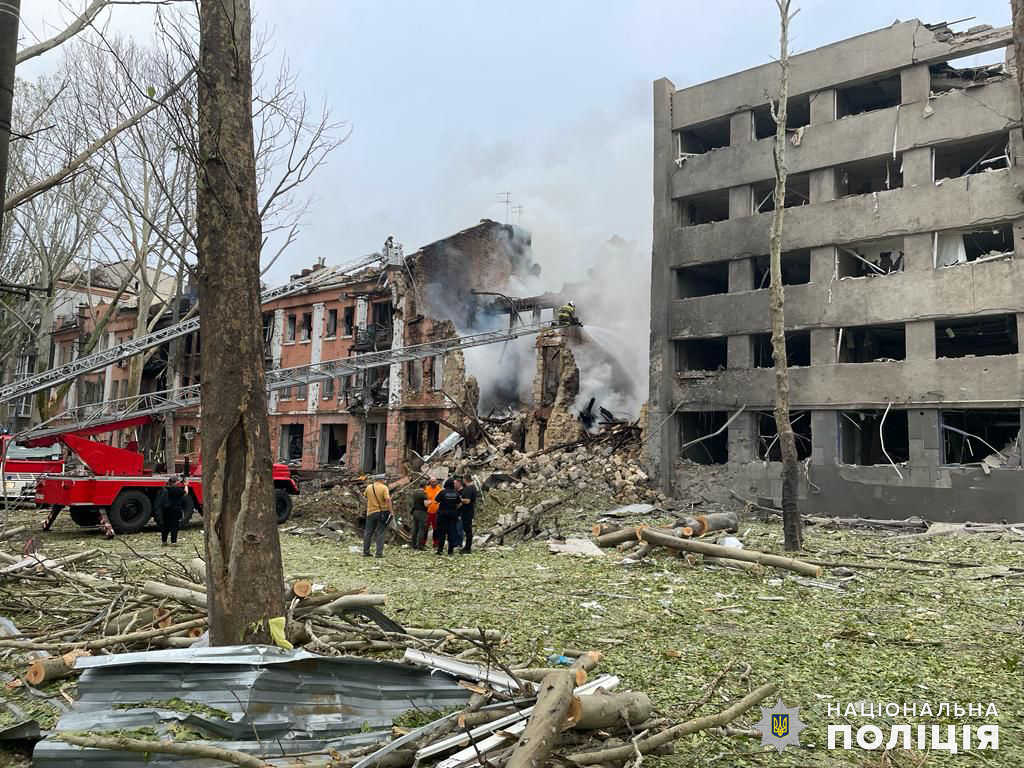
Ракетний удар по житловим будинкам 20 липня 2023 року
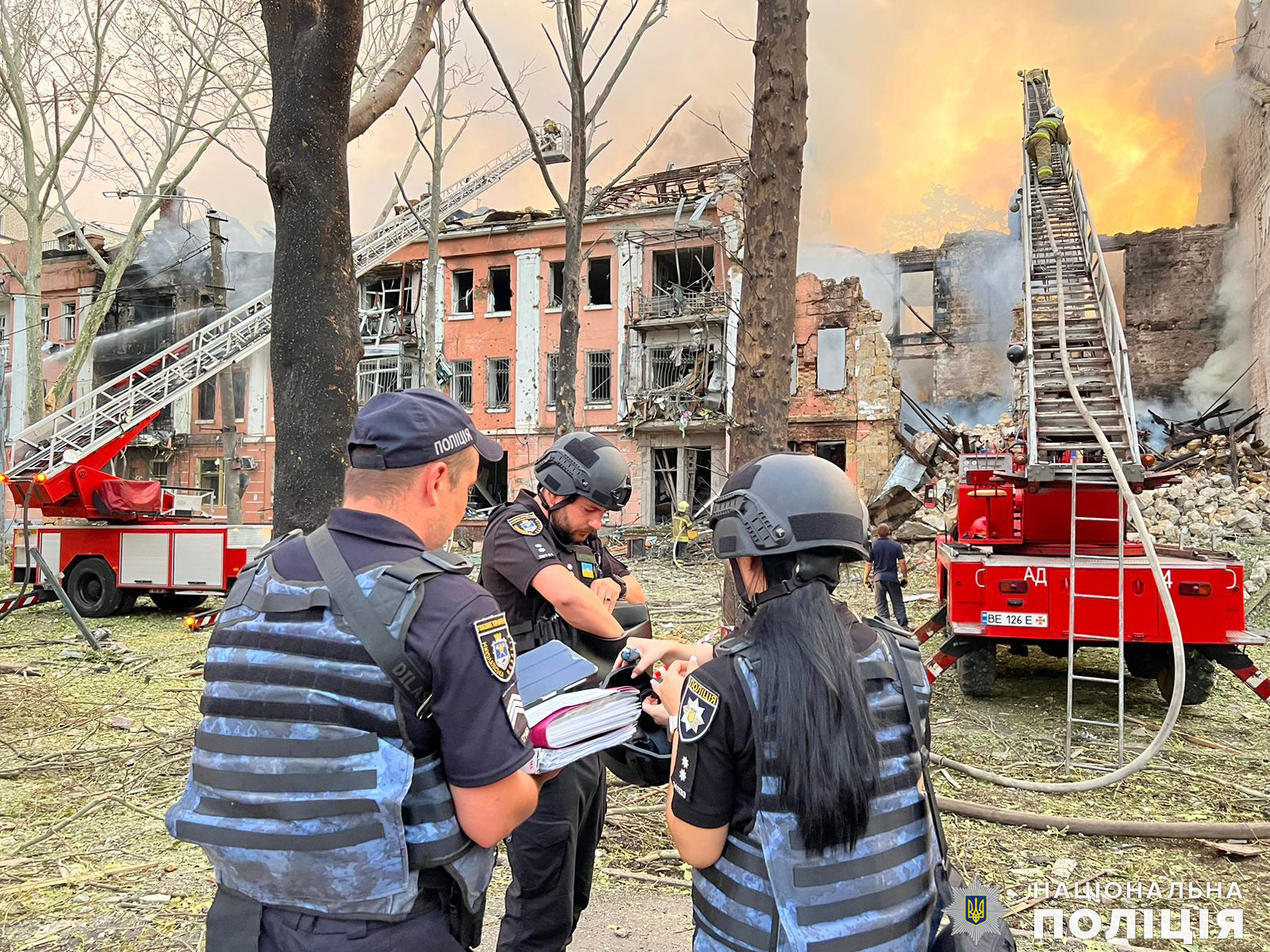
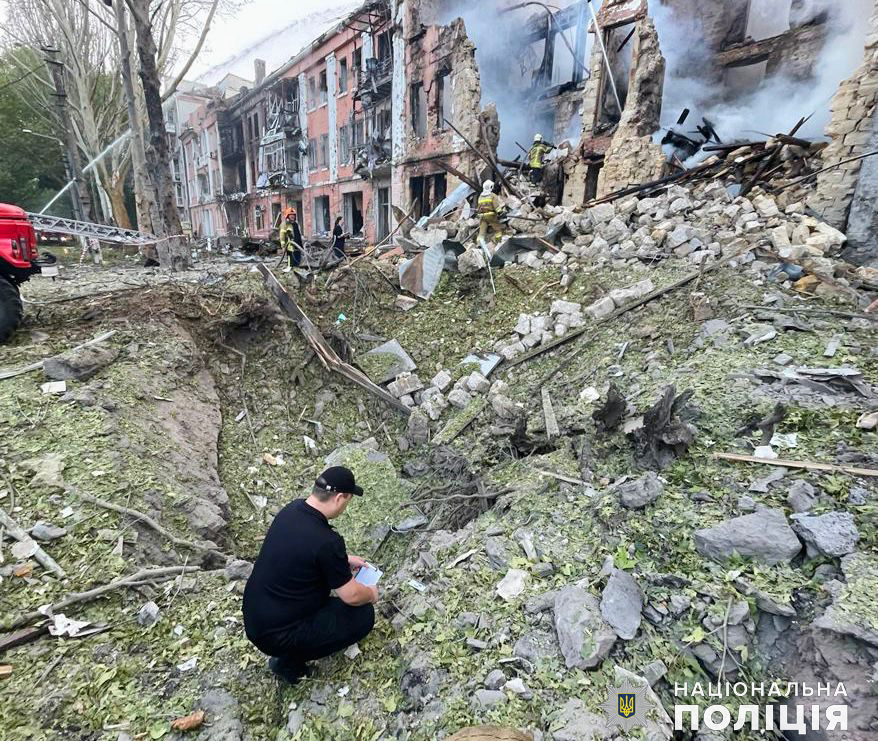

## Пам'ятки та будівлі
- Одна з перших будівель на вулиці Адміральській, 4 — будівля головного командира Чорноморського флоту, споруджена в 1790—1793 роках за проектом і спостереженням відомого російського архітектора Петра Неєлова, в строгому стилі російського класицизму. Одноповерховий будинок з бельведером (вишкою) будувався для Миколи Мордвинова, призначеного в 1793 році в Миколаїв головним командиром Чорноморського флоту. У дворі був розпланований сад, побудовані оранжерея і флігель, призначений для штабу та канцелярії Чорноморського флоту. У 1970-х роках за рішенням Миколаївського міського комітету Компартії України та міськвиконкому цю будівлю було реставровано, і в ньому зараз знаходиться єдиний в країні Миколаївський музей суднобудування і флоту. Уздовж чавунної огорожі музею, по обидва боки від входу, встановлені погруддя видатних флотоводців — Михайла Лазарєва, Федора Ушакова, Фадея Беллінсгаузена, Григорія Бутакова, Павла Нахімова та Володимира Корнілова, які зробили свій внесок у розбудову Миколаєва та розвиток Чорноморського флоту.
- В будинку № 9—11 з 1803 року перебувало Чорноморське гідрографічне депо, яке відіграло важливу роль у становленні культури і техніки в Миколаєві. При Чорноморському депо карт перебували перша в місті бібліотека та друкарня, в якій друкувалися праці доктора астронома Карла Кнорре, художні твори. У 1833 році гідрографічне депо карт перебазувалося в будинок № 12 (нині № 16) по вулиці Адміральській. У будинку № 11 було відкрито музичне училище — відділення Російського музичного товариства Росії. Будівля збереглася до наших днів, зараз в ньому розміщується музична школа № 1 імені Миколи Римського-Корсакова, в якій організовано музей.
- У серпні 1855 року, під час Кримської війни, із Севастополя до Миколаєва була перевезена Севастопольська морська бібліотека. Перші шість років вона розміщувалася в тісному приміщенні архіву, а в 1861 році була переведена той самий будинок № 12 по вулиці Адміральській. У цьому ж будинку з 1865 року розташовувалися редакції перших у місті газети «Николаевский вестник» та журналу «Морское обозрение». Тут же в 1918 році знаходився штаб із запису добровольців в морський загін Робітничо-Селянської Червоної Армії, а в 1920 році — штаб головнокомандуючого морськими силами Південно-Західного фронту Миколи Ізмайлова.
- У грудні 1977 року біля будівлі музичної школи № 1 відкрито пам'ятник Миколі Римському-Корсакову — скульптурний портрет російського композитора встановлений на високому пілоні, нижня частина якого декорована стилізованим зображенням ліри. Всі елементи пам'ятника виготовлені з мармуру. Автори — скульптор Олег Здиховський та архітектор Юрій Гретов[19].
- До наших днів збереглася, розташована на розі вулиць Фалєєвської та Адміральської, будівля Євангелістсько-лютеранської кірхи Христа Спасителя, побудована в 1848—1852 роках за проєктом архітектора Карла Акройда в псевдоготичному стилі. З 1931 року в будівлі працювали спортивні клуби, в 1992 році будівлю повернуто лютеранській громаді.
- На розі вулиць Адміральської і Героїв Рятувальників розташована будівля Миколаївського академічного художнього драматичного театру. Будівля театру побудована в 1881 році за проектом інженера Теофіла Брусницького на місці готелю «Золотий Якір». При театрі створено музей, в якому зберігається понад п'ять тисяч експонатів.
- На розі Соборної і Адміральської вулиць в 1810 році було збудовано двоповерховий будинок міської управи з колонами і пожежною каланчею за проєктом невідомого автора. На другому поверсі будинку проходили засідання міської думи. У будівлі розміщувалися різні установи, в тому числі пожежна команда. Будинок простояв рівно 100 років. У 1910 році будівля згоріла, через рік на його місці було за проєктом Євгена Штукенберга зведено нову. У ньому в дореволюційний час розміщувалася міська дума, поліція. Після встановлення радянської влади в Миколаєві в ньому знаходилися міський комітет партії, міський викавчий комітет, окружний комітет комсомолу. Будівля була повністю зруйнована в період тимчасової окупації міста в 1941—1944 роки.
- Між вулицями Героїв Рятувальників та Соборною, під № 27 — будівля головного поштамту, побудована в 1970 році. Автори проєкту ансамблю — архітектор С. К. Якимович, інженери Н. В. Костюкова і Н. А. Пластикова.
- За адресою вулиця Адміральська, 22, розташовується будинок обласної ради народних депутатів та Миколаївська обласна державна адміністрація, на місці яких до спорудження будівлі розміщувавався старий Миколаївський зоопарк. Будівництво закінчилися в 1981 році, а 29 березня 2022 року внаслідок ракетного удару збройних сил Російської Федерації по будівлі Миколаївської ОДА будівлю було зруйновано.
- На вулиці Адміральській, № 24, знаходиться гуманітарна гімназія № 2 (колишня друга жіноча гімназія), на її території з 1794 року перебував морський кадетський корпус.
- У будинку № 41 (колишній № 25) у 1885—1886 роках проживав судновий лікар, російський поет другої половини XIX століття, автор вірша «Дубінушка» Василь Іванович Богданов.
- Замикає вулицю будівля управління Миколаївського суднобудівного заводу (колишнє Миколаївське адміралтейство, з 1911 року — завод російського суднобудівного товариства «Руссуд», з 1930 по 2017 роки — завод імені 61 комунара). Головні ворота і кам'яна стіна навколо підприємства споруджені в 1842 році архітектором Карлом Акройдом за вказівкою головного командира Чорноморського флоту і портів, військового губернатора Миколаєва і Севастополя М. П. Лазарєва. Після завершення реконструкції воріт в 1978 році вони набули первісного вигляду. На них відновлені барельєфи міфічних крилатих коней з риб'ячими хвостами — гіпокампів. Ці ворота єдині у своєму роді в Україні і мають статус пам'ятки архітектури національного значення.
- На вулиці Адміральській знаходяться будівлі колишніх флотських казарм — комплекс трьох триповерхових будівель в стилі російського класицизму XVIII століття, зведені у 1838—1842 роках за проєктом архітектора Карла Акройда. Вони розташовані поруч з колишньою Морською гімназією, а нині Миколаївським будівельним коледжем.
- Біля Палацу творчості учнів (Адміральська, № 31) на місці колишнього палацу Аркасів у місті установлено пам'ятний знак Миколі Аркасу. Встановлений у 1992 році, скульптор — Юрій Макушин[20].

## Галерея

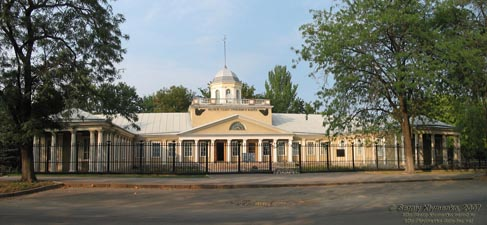
Вид з вулиці Адміральської на Музей суднобудування і флоту
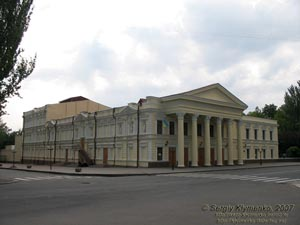
Вид з вулиці Адміральської на Миколаївський академічний художній драматичний театр
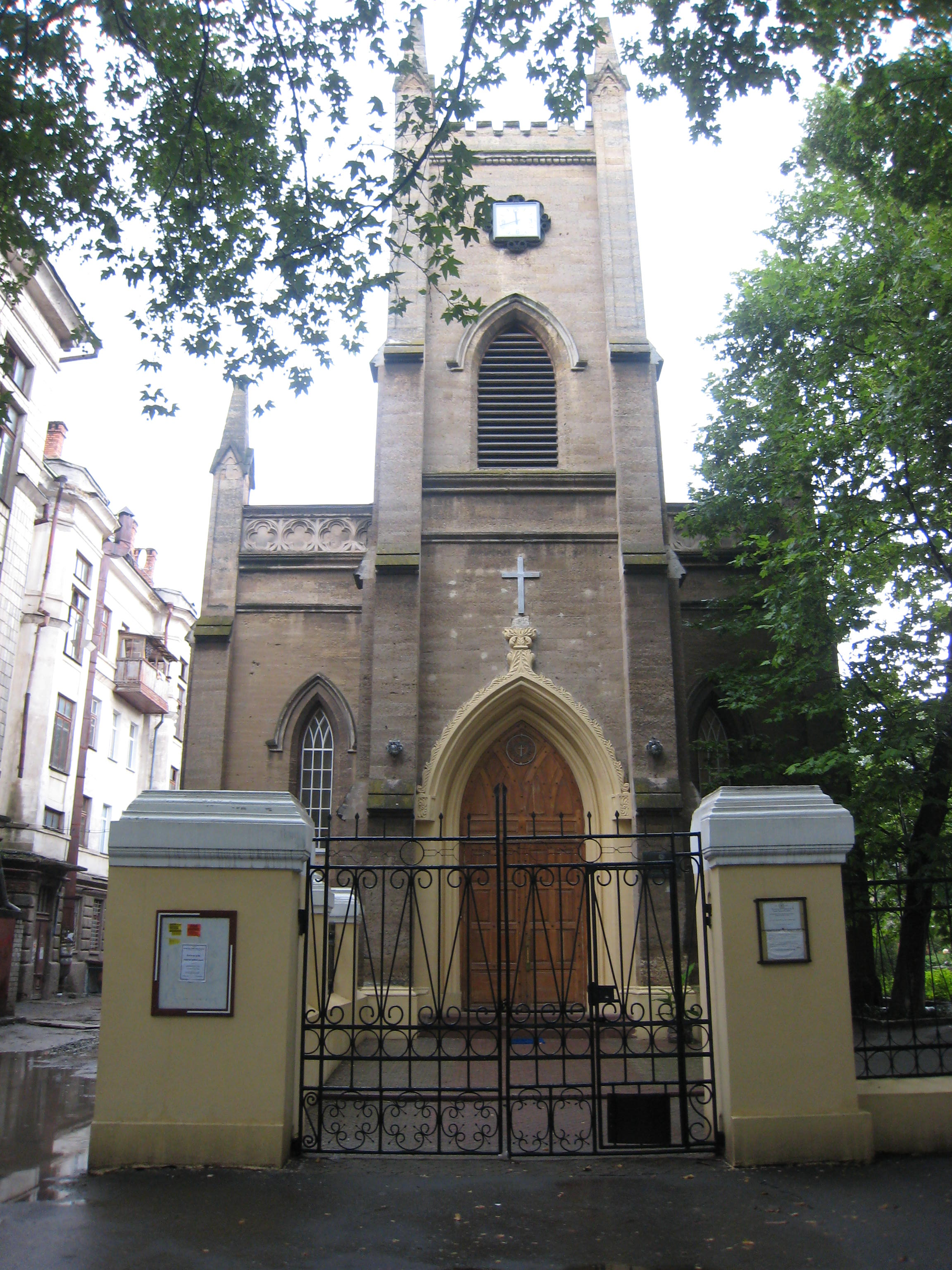
Євангелістсько-лютеранська церква Христа Спасителя
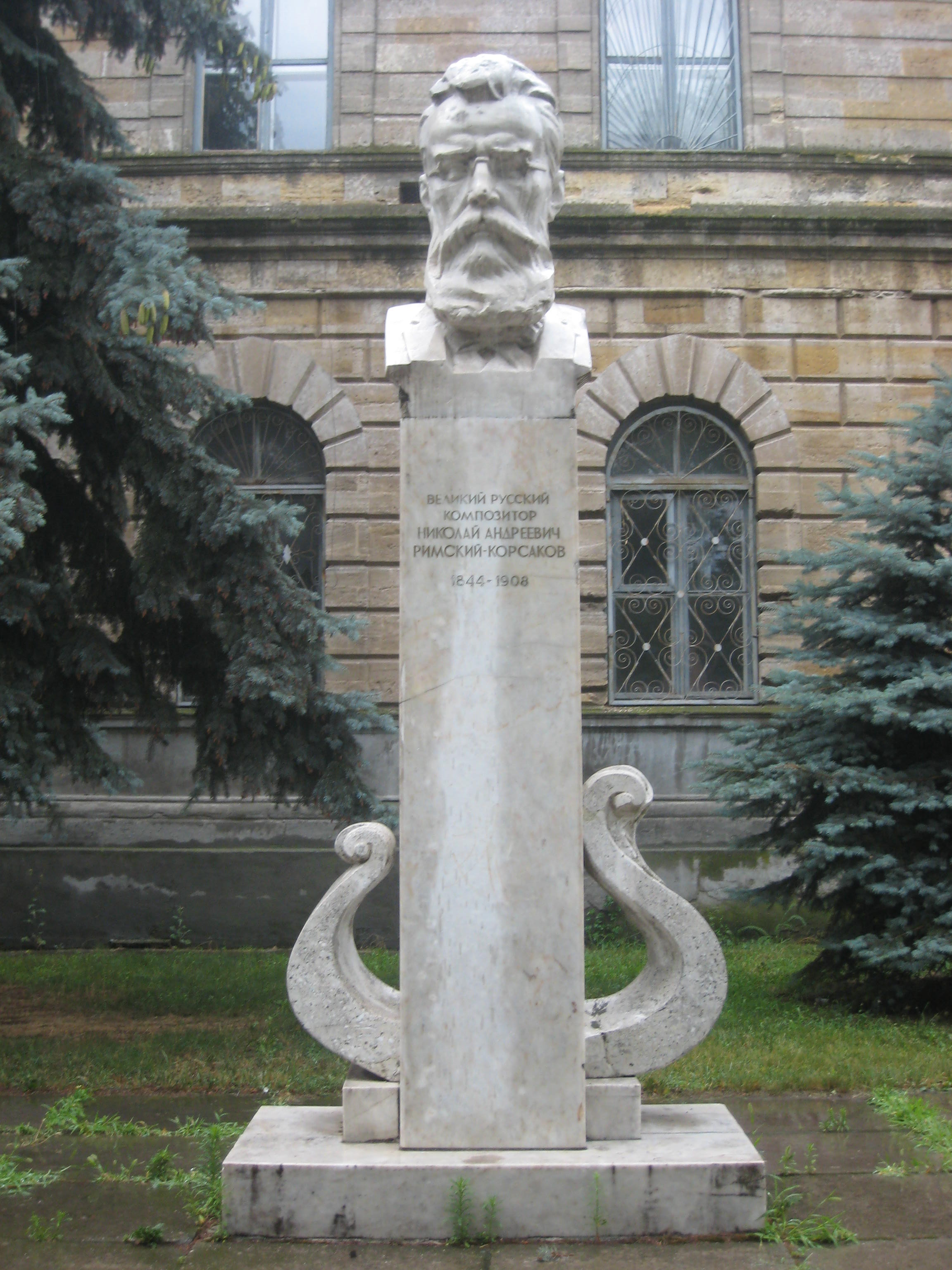
Пам'ятник Миколі Римському-Корсакову
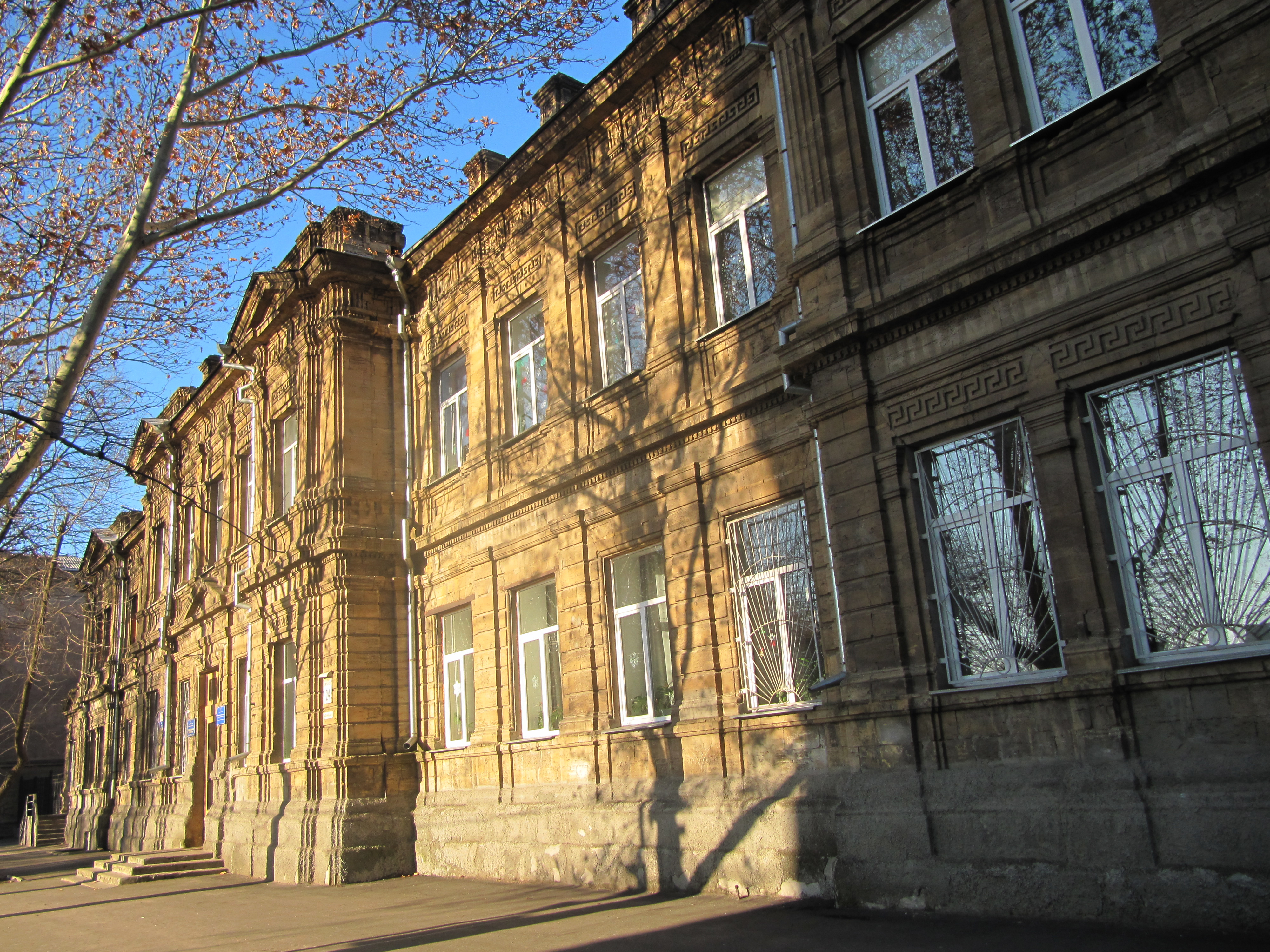
Друга жіноча гімназія
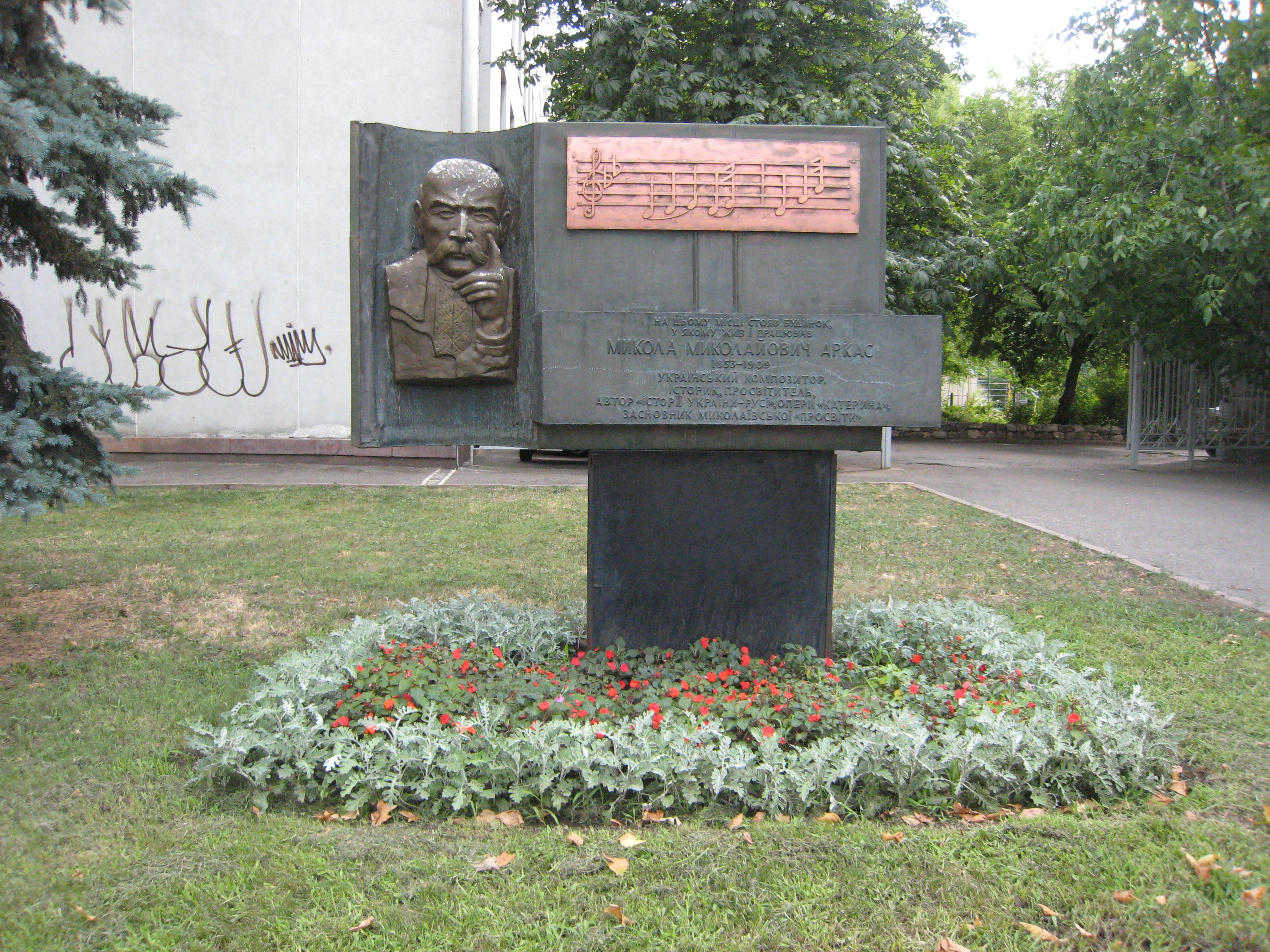
Пам'ятний знак Миколі Аркасу на місці колишнього палацу Аркасів
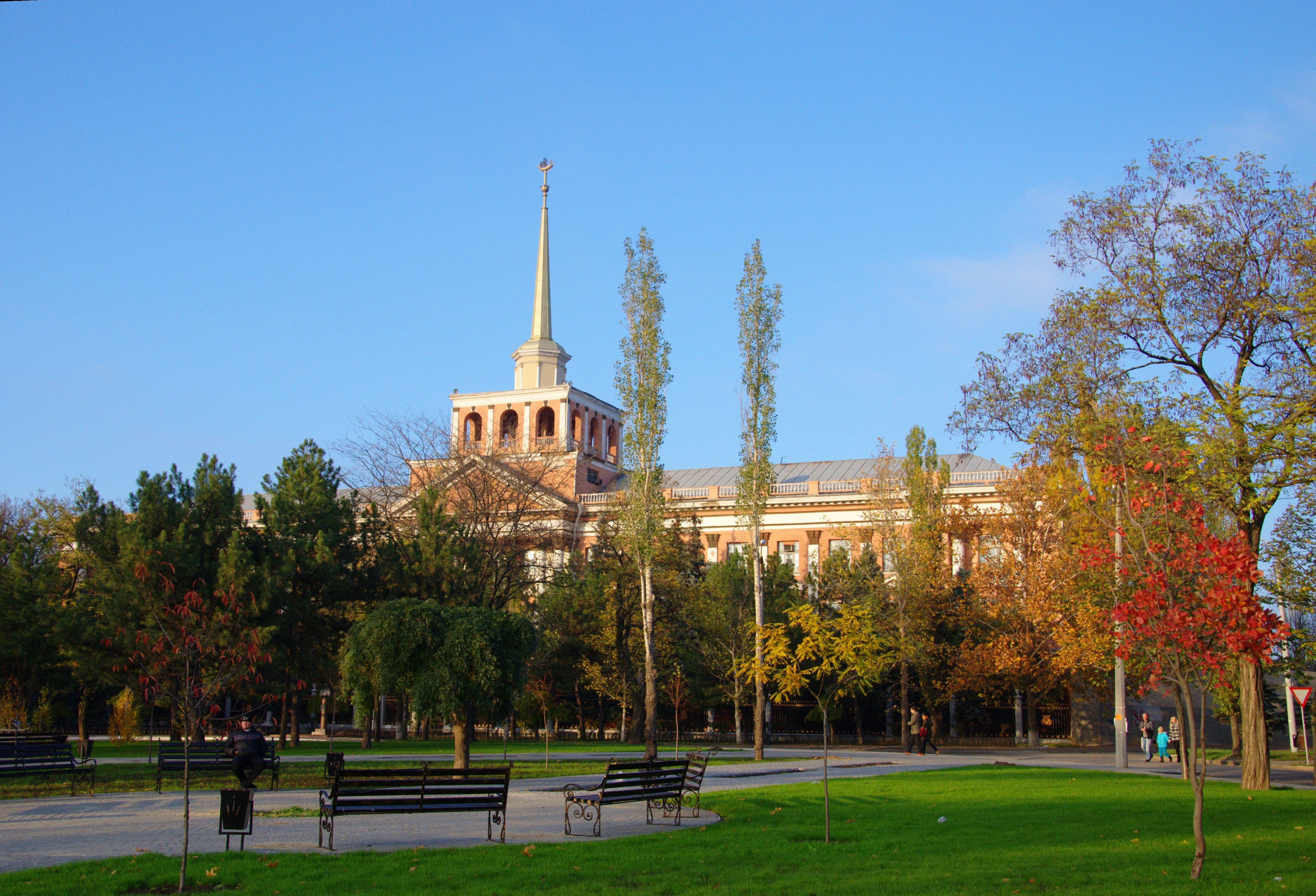
Манганаріївський сквер, вид на заводоуправління Миколаївського суднобудівного заводу
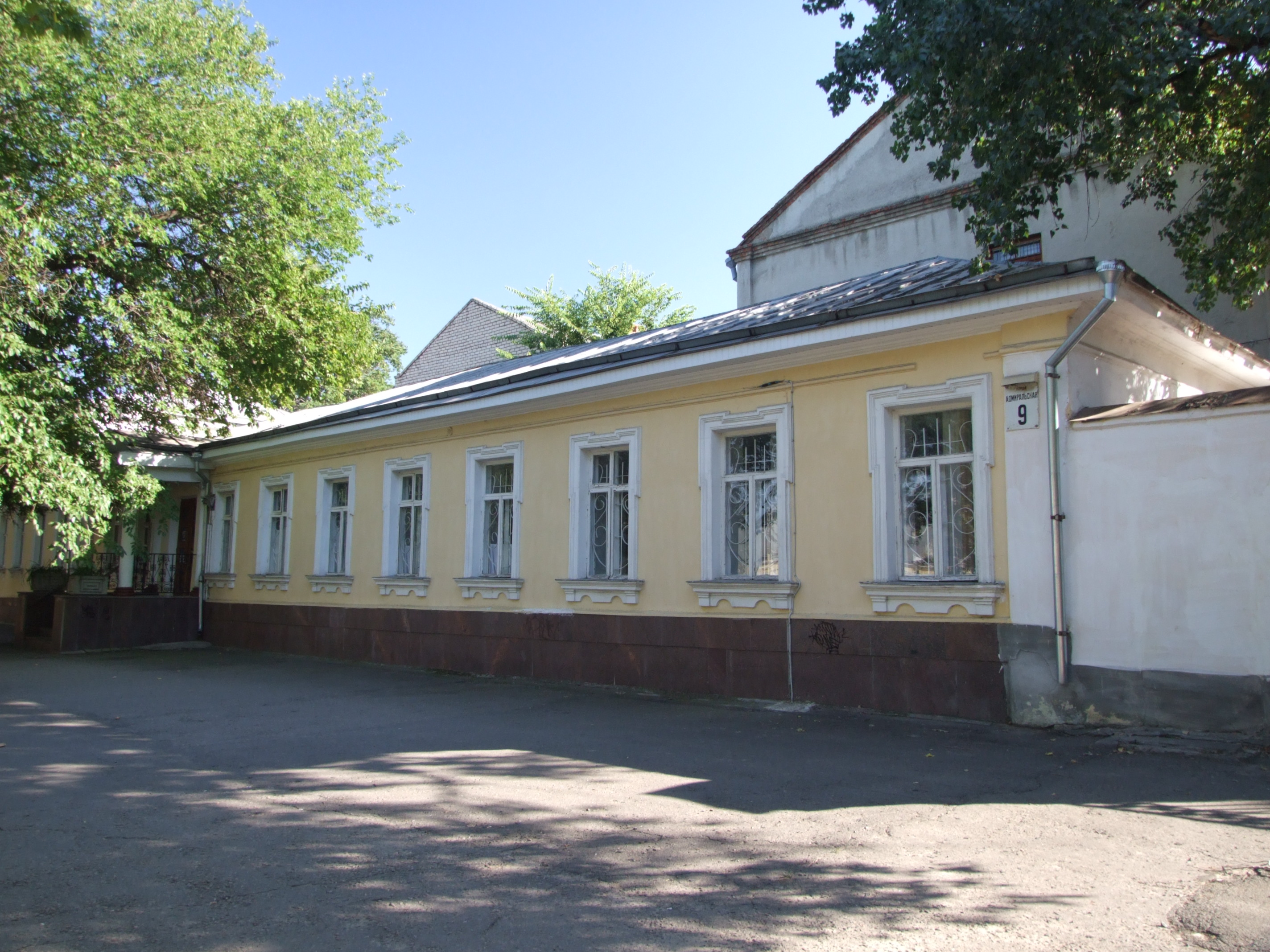
Будинок № 9—11, де з 1803 року перебувало Чорноморське гідрографічне депо

## В культурі
Радянський поет Марк Лисянський, що довгий час мешкав у Миколаєві і навчався , присвятив Адміральській вулиці вірш «Адмиральская».